# Sylph

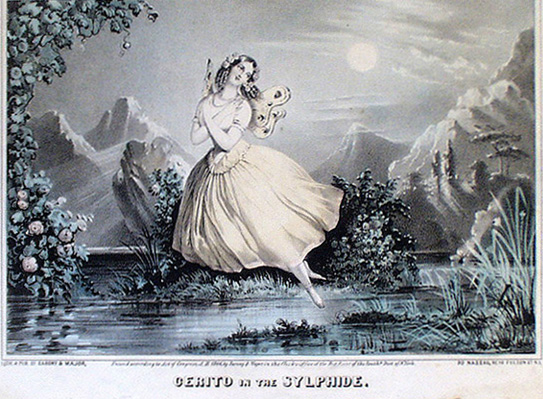
Ảnh minh họa về Sylph trong tác phẩm La Sylphide.

Sylph (còn gọi là Sylphid) là tinh linh gió bắt nguồn từ các tác phẩm thế kỷ 16 của Paracelsus, Sylph được mô tả là những sinh vật vô hình và là đại diện của nguyên tố không khí. Các tác phẩm văn học và kỳ ảo đã lấy cảm hứng từ khái niệm của Paracelsus.

## Trong văn học
Sylph được nhắc đến trong cuốn tiểu thuyết tiếng Đức Simplicius Simplicissimus năm 1668, mặc dù tác giả dường như coi họ là những tinh linh nước.
Một trong những cuộc thảo luận nổi tiếng nhất về Sylpj đến từ Alexander Pope.
Trong bài thơ của Pope, nhân vật nữ chính Belinda được một đội quân sylph bé nhỏ theo dõi, họ chăm sóc và bảo vệ vẻ đẹp của cô.

## Sự tương đồng với Tiên tộc
Sylph được kết hợp với tiên tộc trong trong vở ballet La Sylphide, cũng như sự đồng nhất của họ với tiên tộc trong truyền thuyết thời trung cổ về xứ sở thần tiên.
"Sylph" đã được sử dụng trong ngôn ngữ chung như một thuật ngữ để chỉ các linh bé nhỏ, tinh linh nguyên tố hoặc biểu tượng của không khí. Các tác phẩm kỳ ảo đôi khi nhắc đến Sylph trong tác phẩm của họ.